# ナショナル・バスケットボール・リーグ (中国)
ナショナル・バスケットボール・リーグ（英語: National Basketball League、繁:全國男子籃球聯賽、簡:全国男子篮球联赛、略称:NBL）は、中華人民共和国の男子バスケットボールリーグ。
中国プロバスケットボールリーグ（CBA）に次ぐ2部リーグである。NBLで上位に入るとCBA審査を通過することで昇格できるが、入れ替え制度はない。
2004年にそれまで3部制であったCBAの2部と3部を再編して中国バスケットボールリーグ（CBL）として発足。2006年に改名。
2019年は13チームが参加。

## 所属チーム

### 現所属
- Anhui Putian Xingfa Lightning
- 安徽文壹東方龍
- Beijing Bucks
- Chongqing Huaxi International
- Guangxi Weizhuang Rhinos
- Guizhou Guwutang Tea White Tigers
- Hebei Xianglan Kylins
- Hefei Yuanchuang
- 河南賒店老酒籃球倶楽部
- Hunan Jinjian Rice Industry
- Jiangsu Guoli Lions
- Lhasa Pure Land
- Luoyang Jinxing Haixiang Flaming Horses
- 陝西信達籃球
- Wuhan Dangdai

### 過去の所属
CBA昇格
- 雲南ブルズ - 2004年（解散）
- 東莞マルコポーロ - 2005年
- 浙江ライオンズ - 2006年
- 青島イーグルス - 2008年
- 天津ゴールデンライオンズ - 2008年
- 四川金強ブルーホエールズ - 2013年
- 重慶フライングドラゴンズ - 2014年
- 江蘇同曦モンキーキングス - 2014年